# 突厥化
突厥化是一种文化变迁的过程,指一個民族被迫或自願放棄自身的語言、文化和身份認同並與突厥人同化的過程。在歷史上，突厥化曾發生在中亞、東歐和安納托利亞半島不同的民族身上，包括塞迦人、吐火羅人、粟特人、奄蔡人、馬札兒人、亞述人、高加索阿爾巴尼亞人、亞美尼亞人、拉茲人、格魯吉亞人、切爾克斯人、希臘人、阿爾巴尼亞人、波士尼亞人、塞爾維亞人、羅姆人、猶太人、蒙古人等。
突厥化過程曾以習俗信仰影響、武力強制等不同形態呈現，其中不乏血腥手段，例如在二十世紀初，青年土耳其黨政府就曾以突厥化的名義，發動一連串針對土耳其境內的非突厥裔實行種族滅絕政策，導致了亞美尼亞種族大屠殺、希臘種族滅絕和亞述人種族大屠殺，總死亡人數超過三百萬。在當時，生活在土耳其境內的希臘人人數大約有一百五十萬，當中就有超過一半被殺害，而幸存的人則大部份都在第二次希土戰爭後逃往希臘。

## 詞源
突厥化一詞最早由源自希臘語「εκτουρκισμός」或「τούρκεμα」，意思是「成為突厥」。最早是拜占庭帝國用來形容那些被突厥人征服的城市和被改建成清真寺的東正教教堂。

## 歷史
最早有紀錄被突厥化的是在喀什地區。

### 中亞
中亞最早可考的原住民是生活在歐亞大草原上的斯基泰人、薩爾馬提亞人、河中地區的粟特人，以及準噶爾盆地和塔里木盆地的塞迦人和吐火羅人等印歐語系民族。很多中亞當地的印歐語系民族在突厥大遷徙期間被屠殺、同化和當作奴隸（只剩下部落名但已被突厥人同化），部份未被同化而又幸存的遺民則逃往東歐大草原、帕米爾高原和伊朗高原，或在深山中避世，或加入其他強大的民族，或與其他同樣被逐離家園的民族合組一個新的民族。後來在蒙古人征服中亞後，突厥語成為了當地的伊朗人（同樣操伊朗語支的各民族）與征服者之間的通用語，這使得中亞地區更徹底地突厥化（因蒙古人大量屠殺河中的伊朗語居民）。

### 高加索
位於外高加索地區的亞塞拜然前身是高加索阿爾巴尼亞王國，當地的居民主要是東北高加索語系的高加索阿爾巴尼亞人、印歐語系的亞美尼亞人和波斯人。11世紀，該地區被塞爾柱帝國入侵，繼而被突厥化。
現在喬治亞的麥斯赫特土耳其人是喬治亞被鄂圖曼土耳其帝國佔領時代土耳其人與當地喬治亞人的混血種。
根據蘇聯學者認為，亞塞拜然的突厥化在伊爾汗國時期基本完成。土耳其學者法魯克·蘇美爾（Faruk Sumer）指出了突厥化發生的三個不同時期：塞爾柱帝國，蒙古和後蒙古（黑羊王朝，白羊王朝和薩非王朝）。在前兩個時期，烏古斯突厥部落推進或被趕往安納托利亞和阿蘭。在上一個時期，伊朗的突厥元素（烏古斯，回鶻，欽察，葛邏祿族以及突厥化蒙古人）加入了安納托利亞突厥人遷回伊朗的行列。這標誌著亞塞拜然突厥化的最後階段。

### 安納托利亞半島
在突厥人到達之前，安納托利亞半島是拜占庭帝國的領土，居民主要是希臘人、被希臘化的安納托利亞人、亞美尼亞人、科爾基斯人、波斯人、阿拉米人、亞述人和庫爾德人等。最早定居安納托利亞半島的突厥人人數有多少學界仍在討論中，但根據記載在代尼茲利大約有二十萬人，在博盧大約有三萬人，在卡斯塔莫努則大約有十萬人。在突厥人征服了整個安納托利亞半島，他們開始對當地非突厥裔的異教徒實施血稅，這也促進了半島上部份原居民的突厥化和伊斯蘭化。但半島上的非突厥裔居民被徹底突厥化卻是在二十世紀初鄂圖曼帝國解體後才發生的事。

### 東歐
東歐一直以來都是印歐語系民族、烏拉爾語系民族和高加索語系民族的聚居地，但在突厥西遷後部份的非突厥語民族開始被突厥化。其中最知名的為奄蔡人（一部份被完全突厥化的成為了佩切涅格人和小玉茲哈薩克人，其餘大部份未被突厥化的則成為今天的奧塞梯人）、馬札兒人和切爾克斯人。
伏爾加河中游的伏爾加保加利亞則是當地最重要的突厥人國家，伏爾加韃靼人和楚瓦什人是突厥人和當地烏拉爾民族的混血兒。
在金帳汗國，特別是在烏茲別克汗統治下，生活在汗國的蒙古人經歷了一個快速的突厥化過程。埃及馬木留克蘇丹的秘書伊本-法德魯拉·奧馬里清楚地談到了金帳汗國的突厥化進程：「在古代，這個國家（金帳汗國）是基普恰克人(欽察人)的國家，但當蒙古人佔領它時，基普恰克人成為他們的臣民；然後（隨著時間的推移），蒙古人與他們混在一起並通婚，這片土地戰勝了蒙古人的所有自然品質和種族特徵，他們都變得非常像基普恰克人，就好像他們是同一類人一樣。」
他們的語言也由蒙古語改成欽察語，由蒙古文改為用察合台文書寫。

## 現代泛突厥主義的興起
1804年，韃靼人神學家庫薩維呼籲对伊斯蘭教進行世俗化改革，去除伊斯蘭教对教育的影响，即是扎吉德運動，成为泛突厥主義的源頭。到1843年俄羅斯境內的突厥人穆斯林開始了世俗教育改革。
1880年代，在伏爾加河，發展了新伊斯蘭運動。俄國境內的韃靼民族知識分子利用文化認同意識，激發民族主義的團聚力，通過教育和語言改革，試圖將操突厥語的各民族團結成為一個統一的「突厥民族」，以抵制沙俄政府。
沙俄韃靼人易司馬儀·哈斯皮拉里於1883年明確提出：俄羅斯的突厥人應該「在語言上，在思想上和在行動上聯合起來」，他是泛突厥主義之父。其繼承人優素福·阿克楚拉提出把所有突厥民族合併成為一個統一的民族。
而在土耳其，有一重要人物茲亞·戈卡爾普，寫了一本書，名為《突厥主義原理》，提出突厥主義的三階段，第一階段統一操烏古斯語支的土耳其人、土庫曼人與亞塞拜然人，第二階段是操欽察語支的突厥民族，遠期理想是圖蘭。
1908年，青年土耳其黨人嘗試建立一個突厥帝國，取代在歐洲的失地。1917年十月革命後，哈斯皮拉里等流亡土耳其。於是，「泛突厥主義」被一些鄂圖曼帝國的知識分子接手，改變成恢復鄂圖曼帝國昔日強大輝煌的民族復興運動的精神支柱，並向世界傳播。其中一個特別提倡泛突厥主義的人物是恩維爾·帕夏，鄂圖曼帝國的戰爭部長和署理總司令。在第一次世界大戰之後，他成為在中亞發生的巴斯馬奇起義的領導者之一，反抗俄羅斯帝國和蘇聯的統治。
在蘇聯時代，泛突厥主義受到壓抑，一直到蘇聯解體後才死灰復燃。

## 世俗化後的土耳其
土耳其立国后，在國父凱末爾的支持下，一个以國家机器推動的龐大文化改革開始，受突厥語運動（同時清除其中的阿拉伯-波斯語借字）與改姓令洗禮後，一個視匈奴帝國冒頓單于為祖先的突厥民族重新出現在安納托利亞。希腊土耳其人口互換，強制说突厥语与改土耳其人名令当地大多数人都被同化為土耳其人。
自凱末爾上台後，他試圖把土耳其改造成徹底世俗化的單一民族國家，令宗教逐步脫離民眾的日常生活。歷史上，土耳其軍方也被認為是凱末爾建立的世俗化土耳其共和國的捍衛者，現行土耳其憲法賦予了土耳其軍隊維護土耳其世俗化社會不被破壞的職責。
土耳其自1946年施行多黨民主制後，每當土耳其社會重新走向伊斯蘭化的關鍵時刻土耳其軍隊都會發動軍事政變，如1960年、1971年、1980年以及1997年就發動過軍事政變。
現時土耳其總統埃爾多安所在的正義與發展黨被認為是土耳其成為共和國以來的第五代親伊斯蘭政黨。正義與發展黨認為，凱末爾主義導致伊斯蘭信仰在土國內瓦解，是當今土耳其內政外交問題的根源，因此不斷鼓動宗教情緒、恢復伊斯蘭信仰。正義與發展黨的主張受到從凱末爾時代以來就被壓制多年的宗教保守派人士的支持。

## 其他民族對泛突厥主義的利用
在第二次世界大戰期間，德國納粹黨員阿爾弗雷德·羅森堡曾經想在中亞設立突厥斯坦總督轄區，以分割蘇聯。